# 두리안 (음악 그룹)
두리안(Durian)은 1999년에 결성된 대한민국의 2인조 음악 그룹이다.

## 활동
1999년에 이은송, 박지희 2인조로 구성된 여성 듀오로 데뷔했으며 정규 1집 음반 《I'm Still Loving You》를 발표했다. 특히 1집 음반에 수록된 노래인 〈I'm Still Loving You〉는 대만 출신의 가수인 등려군의 노래 《첨밀밀》을 리메이크한 노래로서 문화방송(MBC) 주말연속극 《사랑해 당신을》에 쓰이기도 했다.
2000년에 여자 가수인 이은송이 탈퇴하고 남자 가수인 박진수가 들어오면서 혼성 듀오가 되었다. 같은 해에 정규 2집 음반 《Durian》을 발표했으나 별다른 성과를 내지 못하면서 해체되었다.

## 작품

### 음반
- 정규 1집 앨범 《I'm Still Loving You》 (1999년 9월 27일)

1. 내 안의 너
2. I'm Still Loving You
3. 바램
4. 초대
5. 너의 꿈 속으로 (Scat Song)
6. 그대 앞의 나
7. I'm Still Loving You (Instrumental)
8. 외면
9. 기다림의 끝
10. 너의 꿈 속으로
11. I'm Still Loving You (MR)

- 정규 2집 앨범 《Durian》 (2000년 7월)

1. Intro
2. 별
3. Don't Go Away
4. Loving You
5. 내 어린 사랑
6. 내 탓
7. My Orion
8. 비결
9. 니가 오는 날
10. 아직
11. 느낌
12. 용서받지 못할 자
13. 거울이 되어
14. 조금씩 조금씩
15. 별 (Radio Edit)